# خوروژووتسه
خوروژووتسه (به لهستانی:  Chorużowce) یک روستا در لهستان است که در گمینا نوو دوور واقع شده‌است. خوروژووتسه ۲۸۰ نفر جمعیت دارد.